# Liste der Landschaftsschutzgebiete im Landkreis Landshut
Im Landkreis Landshut gibt es fünf Landschaftsschutzgebiete. (Stand: November 2018)

## Hinweise zu den Angaben in der Tabelle
- Gebietsname: Amtliche Bezeichnung des Schutzgebietes
- Bild/Commons: Bild und Link zu weiteren Bildern aus dem Schutzgebiet
- LSG-ID: Amtliche Nummer des Schutzgebietes
- WDPA-ID: Link zum Eintrag des Schutzgebietes in der World Database on Protected Areas
- Wikidata: Link zum Wikidata-Eintrag des Schutzgebietes
- Ausweisung: Datum der Ausweisung als Schutzgebiet
- Gemeinde(n): Gemeinden, auf denen sich das Schutzgebiet befindet
- Lage: Geografischer Standort
- Fläche: Gesamtfläche des Schutzgebietes in Hektar
- Flächenanteil: Anteilige Flächen des Schutzgebietes in Landkreisen/Gemeinden, Angabe in % der Gesamtfläche
- Bemerkung: Besonderheiten und Anmerkungen

Bis auf die Spalte Lage sind alle Spalten sortierbar.
| Gebietsname | Bild/Commons   | LSG-ID       | WDPA-ID | Wikidata  | Ausweisung | Gemeinde(n) | Lage     | Fläche ha | Flächenanteil               | Bemerkung |
| --- | -------------- | ------------ | ------- | --------- | ---------- | ----------- | -------- | --------- | --------------------------- | --------- |
| Hügelland nördlich Lernpoint                                                                                       |                | LSG-00591.01 | 396140  | Q59655765 | 2007       |             | Position | 49,16     | Landkreis Landshut (99,4 %) |           |
| Kreisverordnung zum Schutze von Landschaftsteilen in der Gemeinde Altheim, Landkreis Landshut (St.-Andreas-Kirche) | weitere Bilder | LSG-00094.01 | 395517  | Q59655712 | 1960       |             | Position | 0,71      | Landkreis Landshut (100 %)  |           |
| LSG Altheimer Stausee                                                                                              | weitere Bilder | LSG-00524.01 | 396057  | Q59655759 | 1998       |             | Position | 219,78    | Landkreis Landshut (99,9 %) |           |
| Schutz von Landschaftsteilen in der Gemeinde Schalkham, Landkreis Landshut (LSG Ruttinger Vilswiesen)              |                | LSG-00470.01 | 395978  | Q59655753 | 1992       |             | Position | 5,94      | Landkreis Landshut (100 %)  |           |
| Schutz von Landschaftsteilen in der Marktgemeinde Ergoldsbach, Landkreis Mallersdorf (LSG Kapellenberg)            | weitere Bilder | LSG-00151.01 | 395622  | Q59656640 | 1968       |             | Position | 4,71      | Landkreis Landshut (100 %)  |           |